# Покровский, Сталь Сергеевич
Сталь Серге́евич Покро́вский (8 марта 1926, Харьков — 3 марта 1997, Краснокаменск, Читинская область) — организатор горного производства, доктор технических наук, действительный член Академии горных наук, Герой Социалистического Труда (1980 год), почётный гражданин города Краснокаменска (1994 год).

## Биография

Надгробный памятник на Котляковском кладбище

По окончании в 1948 году Горно-металлургического института в Алма-Ате и до 1961 года работал в Казахстане.
С 1964 года по 1967 год руководил строительством уранодобывающего предприятия в Северном Казахстане.
С января 1968 года по март 1997 года являлся директором ОАО ППГХО. Производственную деятельность всегда успешно сочетал с научной работой. Покровский является автором более чем 100 научных публикаций в области технологии добычи и переработки урановых руд, а также обеспечения радиационной безопасности на уранодобывающих предприятиях.
Награждён орденами Ленина (1962, 1976, 1980), Октябрьской Революции (1971), Трудового Красного Знамени (1980).
Скончался 3 марта 1997 года. Похоронен на Котляковском кладбище в Москве.
В городе Краснокаменске в его честь названы проспект и парк в центре города, где ему установлен памятник. В июне 2013 года, к 45-летию ППГХО, на стене Краснокаменского дворца культуры «Даурия» был нарисован портрет Сталя Покровского.